# 인훌레츠강
인훌레츠강(우크라이나어: Інгулець) 또는 인훌레츠강(러시아어: Ингуле́ц)은 우크라이나를 흐르는 드니프로강의 오른쪽 지류이다. 길이는 557 킬로미터 (346 mi)이고 유역은 14,460 제곱킬로미터 (5,580 mi2)이다.
인훌레츠강은 드니프로강에서 약 30 킬로미터 (19 mi) 떨어진 키로보흐라드주 크로피우니츠키 라이온의 토필로 마을 서쪽 계곡(balka)에 있는 드니프로 고지에서 발원하며, 처음에는 드니프로강과 평행하게 흐른다. 인훌레츠강은 남쪽으로 꺾여 크리우바스 철광석 분지와 헤르손주 및 미콜라이우주를 거쳐 흐르다가 마침내 헤르손 시에서 동쪽으로 약 30 킬로미터 (19 mi) 떨어진 드니프로강으로 합류한다. 이 강은 드니프로 고지의 남쪽 산맥을 거쳐 흑해 저지대를 가로질러 흐른다. 인훌레츠강 유역의 상류는 숲 스텝 지대에 있으며, 하류는 폰토스 스텝 내에 있다.
이 강은 키로보흐라드주의 이스크리우카 마을과 하류로 약 30 킬로미터 (19 mi) 더 떨어진 드니프로페트로우스크주의 크리우이리 시에서 댐으로 막혀 저수지를 형성한다. 하류 저수지인 카라추니우스크 저수지는 크리우이리와 관개용수를 공급한다. 2022년 9월 14일, 우크라이나 정부는 러시아 미사일 공격으로 댐이 파괴되어 홍수가 발생했다고 밝혔다.
크리우이리 근처 강변에는 풍부한 식물을 가진 작은 섬들이 많이 형성되었다. 그러나 2017년에는 인근 철광석 채굴 산업으로 인해 강의 오염 수준이 높아져 식물이 손상되었다.
강변에 위치한 도시로는 올렉산드리야, 크리우이리, 시로케, 인훌레츠 (크리우이리에 합병된 옛 도시), 스니후리우카 등이 있다.
M14 고속도로는 다리우카 교량을 통해 강을 가로지르며 헤르손과 베리슬라우 시를 연결한다.
FC 인훌레츠 페트로베는 이 강에서 이름을 따온 우크라이나의 프로 축구팀이다.
2022년 9월 1일부터 10월 11일 사이에 진행된 2022년 러시아의 우크라이나 침공의 2022년 헤르손 역공세 기간 동안, 우크라이나는 인훌레츠강과 드니프로강 사이의 직사각형 북쪽 1/3을 탈환하고 헤르손과 카호우카 수력발전소 댐이 있는 노바카호우카를 향해 남쪽으로 천천히 진격했다.

## 지류
- 왼쪽: 베레지우카강(우크라이나어판), 젤레나강, 조우타강, 삭사한강, 코빌나강
- 오른쪽: 베시카강, 보코바강, 비순강

## 외부 링크

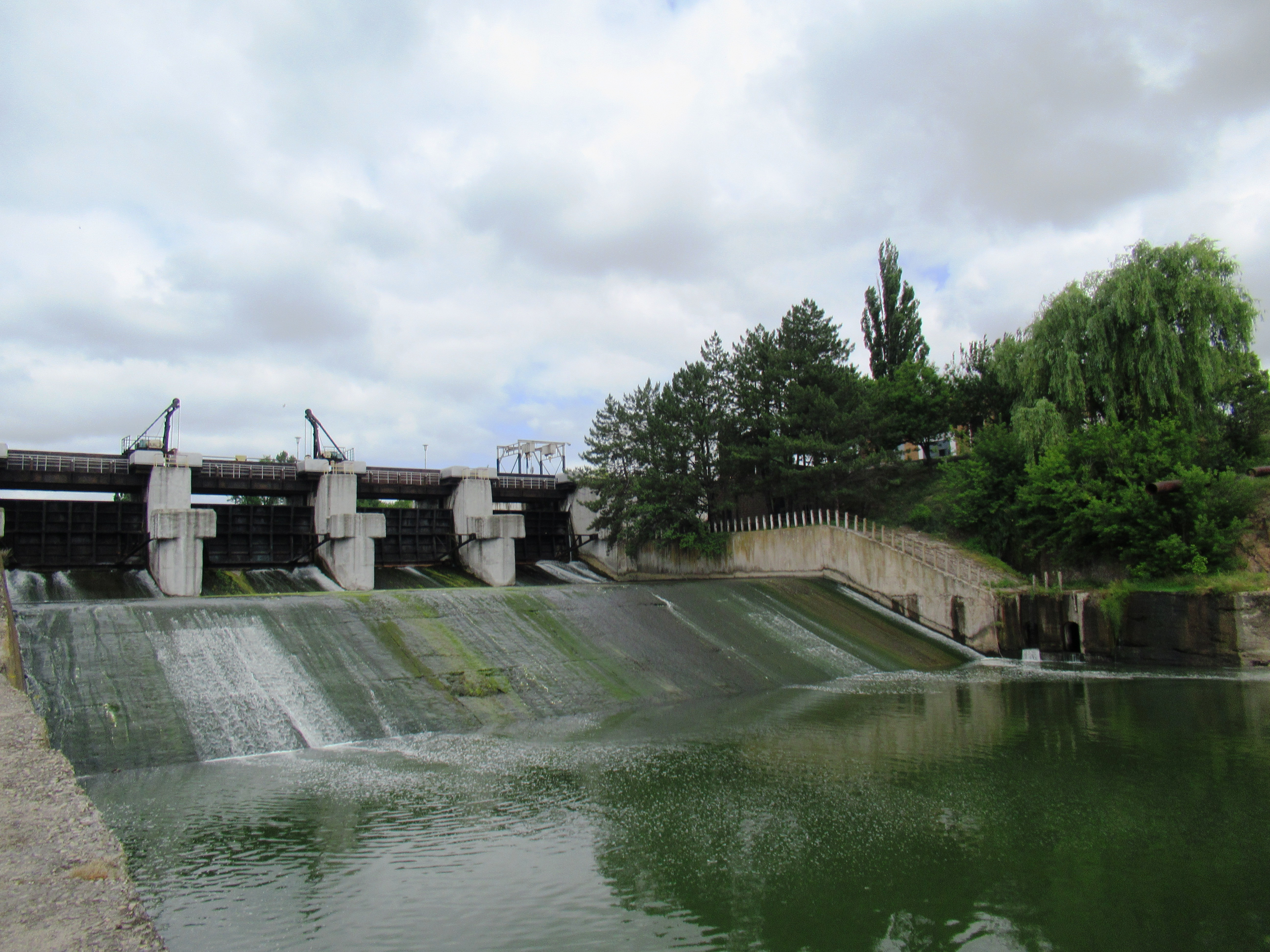
이스크리우카의 댐
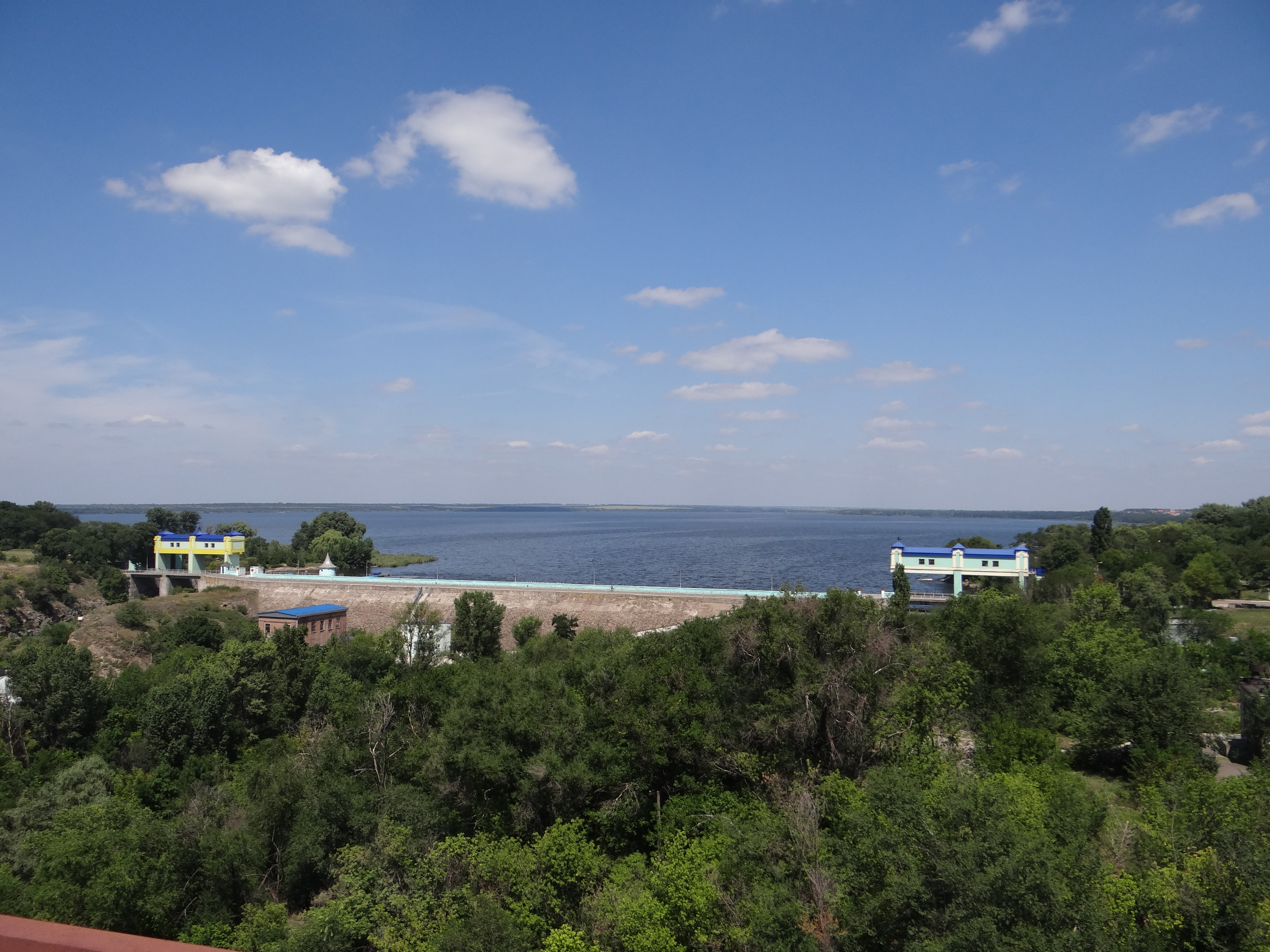
2013년 크리우이리의 카라추니우스크 저수지